# George Evans (Basketballspieler)
George Evans (* 31. Januar 1971 in Portsmouth, Virginia) ist ein ehemaliger US-amerikanischer Basketballspieler.
Der 2,02 m große und 105 kg schwere Center begann erst im Alter von 25 Jahren seine Basketballkarriere an der George Mason University, wo er fünf Jahre lang spielte. Während dieser Zeit wurde er von 1999 bis 2001 drei Mal in Folge zum Spieler des Jahres der Colonial Athletic Association (CAA) gewählt.
2001 wechselte er nach Europa, wo er sieben Jahre lang für den belgischen Erstligaclub Dexia Mons-Hainaut spielte. Zur Saison 2008/09 schloss sich Evans dem deutschen Bundesligaverein TBB Trier an. Im April 2011 verließ er den Club überraschend aus familiären Gründen. Zum Zeitpunkt seines Abschieds war er der älteste Spieler der Basketball-Bundesliga.

## Stationen
- 2008–2011 TBB Trier
- 2001–2008 Dexia Mons-Hainaut (BEL)
- 1996–2001 George Mason Patriots (USA)